# Festival Internacional de Cine de Venecia de 1960
La 21ª Mostra de Venecia se celebró del 24 de agosto al 7 de septiembre de 1961.

## Jurado
Internacional
- Marcel Achard (Presidente)[2]
- Peter Baker
- Luis García Berlanga
- Sergei Bondarchuk
- Louis Chauvet
- Antonio Pagliaro
- Jaime Potenze
- Mario Praz
- Samuel Steinman
- Jerzy Toeplitz
- Arturo Tofanelli

Mostra del Film per Ragazzi
- René Cardona (Presidente)
- Luis Gómez Mesa
- Branko Majer
- Henri Pialat
- Filippo Paolone
- Liliana Piccinini

Mostra del Film Documentario
- Sidney Meyers (Presidente)
- Claudio Bertieri
- Bretislav Pojar
- François Reichenbach
- Karel Roisz
- Nevio Corich

Mostra del Film sull'Arte
- Tinto Brass (Presidente)
- Gian Alberto Dell'Acqua
- Franco Gentilini
- Giuseppe Santomaso
- Pietro Zampetti

Mostra Internazionale del Cinegiornale
- Alfonso Sanchez (Presidente)
- Adrien Van Domburg
- Charles Chaki
- Gaston Williot
- Jeno Simo
- Franco Schepis
- Renato Filizzola

Giornata del Film Europeo
- Denis de Rougemont (Presidente)
- Enrico Giannelli
- Paul M.V. Levy
- Donald Mallett
- Jacques René Rabier
- Reynald de Simony

## Películas

### Sección oficial
Las películas siguientes se presentaron en la sección oficial:
| Título en español                             | Título original         | Director(es)        | País           |
| --------------------------------------------- | ----------------------- | ------------------- | -------------- |
| Adua y sus amigas                             | Adua e le compagne      | Antonio Pietrangeli | Italia         |
| Juventud corrompida                           | I delfini               | Francesco Maselli   | Italia         |
| Los caballeros teutónicos                     | Krzyzacy                | Aleksander Ford     | Polonia        |
| La larga noche del 43                         | La lunga notte del 43   | Florestano Vancini  | Italia         |
| Holubice                                      | Holubice                | František Vláčil    | Checoslovaquia |
| Baltiyskoe nebo                               | Baltiyskoe nebo         | Vladimir Vengerov   | URSS           |
| El paso del Rhin                              | Le passage du Rhin      | André Cayatte       | Francia        |
| Viaje en globo                                | Le voyage en ballon     | Albert Lamorisse    | Francia        |
| La condición humana I: No hay amor más grande | Ningen no joken I       | Masaki Kobayashi    | Japón          |
| Rat                                           | Rat                     | Veljko Bulajic      | Yugoslavia     |
| Rocco y sus hermanos                          | Rocco e i suoi fratelli | Luchino Visconti    | Italia         |
| Juego de reyes                                | Schachnovelle           | Gerd Oswald         | RFA            |
| El apartamento                                | The apartment           | Billy Wilder        | EE. UU.        |
| Whisky y gloria                               | Tunes of Glory          | Ronald Neame        | Reino Unido    |

Informativa
| Título en español                 | Título original              | Director(es)                            | País           |
| --------------------------------- | ---------------------------- | --------------------------------------- | -------------- |
| Alázatosan jelentem               | Alázatosan jelentem          | Mihály Szemes                           | Hungría        |
| Baishey Shravana                  | Baishey Shravana             | Mrinal Sen                              | India          |
| Ben-Hur                           | Ben-Hur                      | William Wyler                           | EE. UU.        |
| Ceneri della memoria              | Ceneri della memoria         | Alberto Caldana                         | Italia         |
| Culpable                          | Culpable                     | Hugo del Carril                         | Argentina      |
| El cochecito                      | El cochecito                 | Marco Ferreri                           | España         |
| El lazarillo de Tormes            | El lazarillo de Tormes       | César Fernández Ardavín                 | España         |
| Bernadette of Lourdes             | Il suffit d'aimer            | Robert Darène                           | Italia         |
| Irohanihoheto                     | Irohanihoheto                | Noboru Nakamura                         | Japón          |
| Kapo                              | Kapo                         | Gillo Pontecorvo                        | Italia         |
| Cuando el hampa dicta su ley      | Key Witness                  | Phil Karlson                            | EE. UU.        |
| Légy jó mindhalálig               | Légy jó mindhalálig          | László Ranódy                           | Hungría        |
| Leili i Medzhnun                  | Leili i Medzhnun             | Tatyana Berezantseva, Gafor Valamatzade | URSS           |
| Les années folles                 | Les années folles            | Mirea Alexandresco, Henri Torrent       | Francia        |
| Las distracciones                 | Les distractions             | Jacques Dupont                          | Francia        |
| Maria Stuart                      | Maria Stuart                 | Alfred Stöger                           | RFA            |
| Maribel y la extraña familia      | Maribel y la extraña familia | José María Forqué                       | España         |
| The Assignation                   | Mikkai                       | Kô Nakahira                             | Japón          |
| Cuando una mujer sube la escalera | Onna ga kaidan wo agaru toki | Mikio Naruse                            | Japón          |
| Paga o muere                      | Pay or Die                   | Richard Wilson                          | EE. UU.        |
| Nunca en domingo                  | Pote tin Kyriaki             | Jules Dassin                            | Grecia         |
| Sombras                           | Shadows                      | John Cassavetes                         | EE. UU.        |
| Toro negro                        | Toro negro                   | Benito Alazraki                         | México         |
| Viento del Sur                    | Vento del Sud                | Enzo Provenzale                         | Italia         |
| Vers l'extase                     | Vers l'extase                | René Wheeler                            | Francia        |
| Alto principio                    | Vyssí princip                | Jiří Krejčík                            | Checoslovaquia |

Fuera de concurso
| Título en español    | Título original               | Director(es)  | País     |
| -------------------- | ----------------------------- | ------------- | -------- |
| Pollyanna            | Pollyanna                     | David Swift   | EE. UU.  |
| Los ballets de París | 1-2-3-4 ou Les collants noirs | Terence Young | Portugal |

## Retrospectivas
En esta edición, se centró en un espacio dedicado a los directores David Wark Griffith, Robert Bresson y Jean Grémillon, otro a futurismo dentro del cine y un tercero al cine británico antes de la Segunda Guerra Mundial.

## Premios[7]
- León de Oro: El paso del Rhin de André Cayatte
- Premio especial del jurado: Rocco y sus hermanos de Luchino Visconti
- Copa Volpi al mejor actor: John Mills por Whisky y gloria
- Copa Volpi a la mejor actriz: Shirley MacLaine por El apartamento
- Mejor ópera prima: La larga noche del 43 de Florestano Vancini
- Premio San Jorge: La condición humana I: No hay amor más grande de Masaki Kobayashi
- Premio FIPRESCI: 
  - El cochecito de Marco Ferreri
  - Rocco y sus hermanos de Luchino Visconti
- Premio OCIC: Viaje en globo de Albert Lamorisse
- Premio Pasinetti: 
  - La condición humana I: No hay amor más grande de Masaki Kobayashi (sección oficial)
  - Sombras de John Cassavetes (secciones paralelas)
- León de San Marco: The Musicians de Kazimierz Karabasz